# Mbarnang
Mbarnang (ou Mbarnam) est un village du Cameroun situé dans le département du Djérem et la Région de l'Adamaoua. Il fait partie de la commune de Ngaoundal.

## Population
Lors du recensement de 2005, le village était habité par 731 personnes, 359 de sexe masculin et 372 de sexe féminin.
Ce sont principalement des Peuls et des Gbaya. Un diagnostic participatif de 2013 a dénombré environ 500 personnes à Mbarnang Foulbé et 400 à Mbarnang Gbaya.